# Javier Castañeda López
Javier Castañeda López (Madrid, 5 de octubre de 1955) es un exfutbolista español.
Tras pasar 6 temporadas en el Castilla (filial del Real Madrid), Castañeda decidió salir de la entidad blanca para pasar a formar parte del C.A. Osasuna. Su llegada al equipo rojillo se produjo en la temporada 80/81 y debutó con Osasuna el 7 de septiembre de 1980 frente al U. D. Las Palmas. A partir de entonces jugó 11 temporadas ininterrumpidas en Osasuna, incluyendo la histórica participación en la Copa de la UEFA de la temporada 85/86. El último partido del jugador en Primera fue el 9 de junio de 1991 frente al Betis.

## Estadística
Castañeda es el segundo jugador de Osasuna que ha disputado más partidos en Primera división con un total de 349 partidos, 341 de ellos como titular. Así como el segundo que más minutos ha jugado en Primera (30.090 minutos).